# Joel Kinnaman

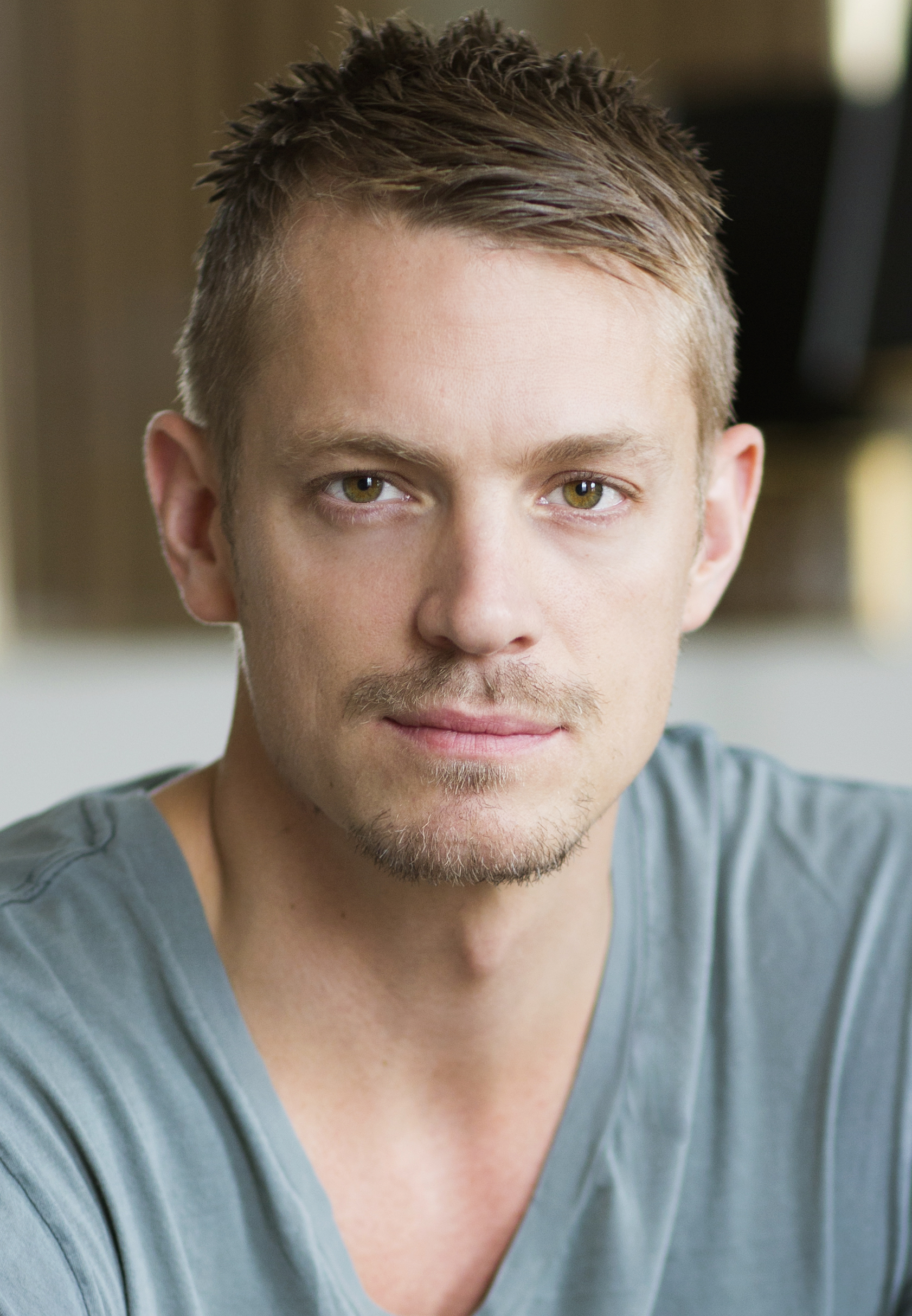
Joel Kinnaman (2014)

Joel Kinnaman (* 25. November 1979 in Stockholm als Charles Joel Nordström) ist ein schwedisch-US-amerikanischer Schauspieler.

## Leben
Joel Kinnaman ist der Sohn einer schwedischen Psychotherapeutin und eines amerikanischen Deserteurs des Vietnamkrieges. Dieser lebte fünf Jahre in Laos, bevor er nach Schweden kam und Handwerker wurde. Während einer Phase mangelnden Schauspielengagements bereiste Joel Kinnaman vier Monate lang einige der Orte, „von denen sein Vater einst sprach“.
Kinnaman hat fünf Schwestern, wovon eine die schwedische Schauspielerin Melinda Kinnaman ist. Laut eigener Aussage ist er jüdischer Abstammung.
Noch zu seiner Zeit auf dem Gymnasium lernte er den heutigen schwedischen Schauspieler Gustaf Skarsgård kennen, der ihn überredete, es mal mit Theater zu probieren. Auch mit dem Regisseur des Films Snabba Cash, Daniél Espinosa, verbindet ihn eine langjährige Freundschaft. Kinnaman sollte bereits bei Espinosas Debütfilm Babylonsjukan mitspielen, was aber durch die Schauspielschule nicht ermöglicht wurde.
Joel Kinnaman besitzt sowohl die schwedische als auch US-amerikanische Staatsbürgerschaft und wohnt zurzeit in Los Angeles.
Privat war Kinnaman zwei Jahre bis 2014 mit Olivia Munn liiert. Er heiratete später Cleo Wattenstrom, von der er sich 2018 trennte. Seit Anfang 2019 ist er mit Kelly Gale verlobt.

## Karriere
Von 2004 bis 2007 besuchte er die Theaterhochschule in Malmö, wo er unter Gastdozenten wie Staffan Göthe und Ann Petrén sein Handwerk erlernte.
Parallel zu seinen Filmrollen widmete er sich dem Theater. So erhielt er für seine Darstellungen in In A Dark And Northern Place unter der Regie von Mattias Andersson bereits Kritikerlob. Der eigentliche Durchbruch gelang ihm aber erst später mit dem Stück Schuld und Sühne, ebenfalls unter der Regie von Andersson. Aufgrund seiner Darstellung des Raskolnikow erhielt er seine ersten Theaterpreise, darunter den Såstaholms pris till Höstsols minne.

### Die ersten schwedischen Filmerfolge
Obwohl er bereits einen gewissen nationalen Erfolg durch Filme wie Hannah med H, Storm und Tjenare kungen – welche allesamt erfolgreiche und durch Kritikerlob angesehene Filme waren – aufweisen konnte, gelang es ihm erst mit Arn – Riket vid vägens slut international für Aufmerksamkeit zu sorgen. Seine Rolle des Sverker Karlsson sorgte dafür, dass er für die Johan-Falk-Filmreihe, die in Deutschland unter dem Namen GSI – Spezialeinheit Göteborg bekannt ist, für die Rolle des Frank Wagner in Frage kam. Der Part ist an den ehemaligen schwedischen Polizisten Peter Rätz angelehnt, der mehrere Jahre die Hells Angels und Bandidos infiltrierte und heute in einem Zeugenschutzprogramm im Ausland lebt. Kinnaman besuchte ihn vier Tage lang und lernte sein Verhalten kennen, um dieses dann später im Film zu verwenden. Dies machte er so überzeugend, dass er 2010 bei der Verleihung des schwedischen Filmpreises Guldbagge eine Nominierung als bester Nebendarsteller erhielt. Auch der finanzielle Erfolg der Filmreihe konnte sich sehen lassen – neben 400.000 verkauften DVDs sah ein Millionenpublikum die Filme im Fernsehen auf TV4. Allerdings hatte Kinnaman nach eigener Aussage keinerlei Einnahmebeteiligung an den Werken.
Auch sein folgender Film Easy Money war ein nationaler wie internationaler Erfolg. Neben Kritikerlob erhielt der Film zahlreiche Nominierungen und Auszeichnungen, darunter 2011 auch eine Guldbagge als Bester Hauptdarsteller für Kinnaman. Dieser hatte das Drehbuch bereits zu den Dreharbeiten der GSI-Filme gelesen und wegen eigener Parallelen zu seiner kriminellen Jugend und Vergangenheit zugesagt. Zwischen den beiden Drehs lagen gerade mal drei Tage Zeit und Kinnaman, der gebürtige Stockholmer, kehrte nach sechs Jahren in Malmö und Göteborg für den Dreh in seine alte Heimat zurück.

### Der Schritt nach Hollywood
Aufgrund dieser Erfolge wurde Kinnaman für die Rollen des Marvel-Helden Thor für den gleichnamigen Film und des Max Rockatansky für den vierten Teil der Mad-Max-Reihe in Betracht gezogen. Beide Rollen bekam er aber nicht.
Für die Rolle des Thor wurde er in Betracht gezogen, weil „man jemanden mit skandinavischem Touch wolle“, doch er konnte keine Probeaufnahmen mit Natalie Portman machen, da er in die Dreharbeiten zu Snabba Cash involviert war.
Für die Rolle des Max Rockatansky sah es, laut Kinnamans Aussage, vielversprechender aus. Er sei „nah dran gewesen, die Hauptrolle für Mad Max 4 zu bekommen“. Die Entscheidung bestand zwischen ihm „und zwei weiteren, und die Rolle bekam Tom Hardy“.
Shelly Brown, Kinnamans Agent und ebenfalls Agent von Rachel McAdams, Helena Bonham Carter und Johnny Depp, gab im Frühling 2010 bekannt, dass sein Schützling in Moskau unter der Regie von Chris Gorak und den von Timur Bekmambetow produzierten Film Darkest Hour drehen wird. Dies sei möglich, weil der Pilotfilm zur AMC-Serie The Killing, der amerikanischen Interpretation der dänischen Krimiserie Kommissarin Lund – Das Verbrechen (Forbrydelsen), bei der Kinnaman mitwirke, abgeschlossen sei. In dieser spielt er als Stephen Holder eine der Hauptrollen. Brown selbst hat sich unter anderem darauf spezialisiert, international bekannte schwedische Filmschauspieler in Hollywood zu vertreten, dazu zählen neben Kinnaman auch Mikael Nyqvist und Noomi Rapace. Trotz der Konzentration auf eine mögliche Hollywood-Karriere, sind zwei Fortsetzungen von Snabba Cash mit Kinnaman geplant.
Im Jahr 2014 übernahm Kinnaman die Hauptrolle im Science-Fiction-Film RoboCop, einer Neuverfilmung des gleichnamigen Films aus den 1980er Jahren. Es folgten weitere Film- und Fernsehauftritte, darunter  2016 in den Comicverfilmungen Suicide Squad und 2021 in The Suicide Squad. Seit 2019 spielt er eine tragende Rolle in der Serie For All Mankind. Sein Schaffen umfasst mehr als 40 Produktionen.

## Filmografie (Auswahl)
- 2002: Invisible – Gefangen im Jenseits (Den osynlige)
- 2003: Hannah med H
- 2005: Storm
- 2005: Tjenare kungen
- 2007: Arn – Der Kreuzritter (Arn – Tempelriddaren)
- 2009–2012: GSI – Spezialeinheit Göteborg (Johan Falk, Fernsehserie, elf Folgen)
- 2009: I skuggan av värmen
- 2010: Easy Money – Spür die Angst (Snabba Cash)
- 2011: Darkest Hour (The Darkest Hour)
- 2011: Verblendung (The Girl with the Dragon Tattoo)
- 2011–2014: The Killing (Fernsehserie, 44 Folgen)
- 2012: Lola gegen den Rest der Welt (Lola Versus)
- 2012: Safe House
- 2012: Easy Money 2: Hard To Kill (Snabba Cash II)
- 2013: Snabba Cash – Livet deluxe
- 2014: RoboCop
- 2015: Run All Night
- 2015: Knight of Cups
- 2015: Kind 44 (Child 44)
- 2016–2017: House of Cards (Fernsehserie, 15 Folgen)
- 2016: Gefangene der Kälte (Edge of Winter)
- 2016: Suicide Squad
- 2018–2020: Altered Carbon – Das Unsterblichkeitsprogramm (Altered Carbon, Fernsehserie, 10 Folgen)
- 2019: The Informer
- 2019–2021: Hanna (Fernsehserie, 12 Folgen)
- seit 2019: For All Mankind (Fernsehserie)
- 2020: Brothers by Blood
- 2020: The Secrets We Keep – Schatten der Vergangenheit (The Secrets We Keep)
- 2021: The Suicide Squad
- 2023: Sympathy for the Devil
- 2023: Silent Night – Stumme Rache (Silent Night)
- 2024: The Silent Hour

## Theaterrollen (Auswahl)
- 2003: Klassfiender – Regie: Robert Jelinek
- 2005: In A Dark And Northern Place – Regie: Mattias Andersson (Backateatern, Göteborg)
- 2007: Brott och straff (Schuld und Sühne) von Fjodor Dostojewski – Regie: Mattias Andersson (Backateatern, Göteborg)

## Auszeichnungen
Guldbagge
- 2010: Nominierung als Bester Nebendarsteller für GSI – Spezialeinheit Göteborg
- 2011: Auszeichnung als Bester Hauptdarsteller für Easy Money – Spür die Angst